# En familj som andra
En familj som andra (originaltitel Ordinary People) är en amerikansk dramafilm från 1980 i regi av Robert Redford som då gjorde sin regidebut. 
Filmen handlar om en familj från övre medelklass som faller isär efter att en av sönerna omkommit i en båtolycka. Filmmanus skrevs av Alvin Sargent och Nancy Dowd (okrediterad) och bygger på en roman av Judith Guest.  
En familj som andra vann fyra Oscars, i kategorierna Bästa film, Bästa regi, Bästa manliga biroll (Timothy Hutton) och Bästa manus efter förlaga.

## Rollista i urval
- Donald Sutherland – Calvin Jarrett
- Mary Tyler Moore – Beth Jarrett
- Judd Hirsch – Dr. Tyrone C. Berger
- Timothy Hutton – Conrad Jarrett
- M. Emmet Walsh – Salan, simtränare
- Elizabeth McGovern – Jeannine Pratt